# Cananéia
Cananéia este un oraș în São Paulo (SP), Brazilia.